# December Boys
December Boys är en australiensisk film som är redigerad av Rod Hardy. Den var från början en roman skriven av Michael Noonan

## Handling
Filmen handlar om de fyra föräldralösa pojkarna Misty, Maps, Sparks och Spit som är bästa vänner, alla bor tillsammans på ett barnhem. De får i födelsedagspresent åka på semester hos paret McAnsh över julen. Här träffar Maps, som är det äldsta av barnen, flickan Lucy som han blir väldigt förälskad i. De får också reda på att en av dem kommer att bli adopterad och alla vill förstås bli det. 

## Rollista (Urval)
- Maps - Daniel Radcliffe
- Misty - Lee Cormie
- Sparks - Christian Byers
- Spit - James Fraser
- Lucy - Teresa Palmer